# Marischio
Marischio è la più grande frazione del comune di Fabriano, in provincia di Ancona. Situato a 397 m s.l.m. e distante 3,5 km dal centro cittadino, è un borgo di origine medievale, ma nei dintorni del cimitero sono state rinvenute testimonianze di epoca romana. Si ritiene che l'etimo di "Marischio" risieda nella radice celtica di Marena "mar" (palude) e "Ischio" derivante da iscletum-bosco.

## Luoghi di culto
- La Chiesa Parrocchiale è dedicata a San Sebastiano e al suo interno ospita un affresco raffigurante Cristo Crocifisso probabilmente risalente al XV secolo e di scuola fabrianese.
- La Chiesetta rurale di Torre Cecchina, avente una campana datata all'anno 1412[3].

## Appuntamenti annuali
- Festa dei Fratelli (prima domenica di settembre)
- Festa della Croce
- Il Carnevale Marischiano
- La Sagra delle Spuntature
- Festa dello Sgarufo (ideata dai giovani di Marischio nel 2006)

## Eventi
Martedì 19 marzo 1991, durante la visita pastorale a Camerino - San Severino e Fabriano - Matelica (18 e 19 marzo) papa Giovanni Paolo II raggiunse in elicottero Marischio per proseguire per la chiesa cattedrale di Fabriano.